# Epidendrum grand-ansense
Epidendrum grand-ansense är en orkidéart som beskrevs av Mark Anthony Nir. Epidendrum grand-ansense ingår i släktet Epidendrum och familjen orkidéer.
Artens utbredningsområde är Martinique. Inga underarter finns listade i Catalogue of Life.